# محمد صفوت
محمد صفوت (عربی: محمد صفوت؛ زادهٔ ۱۹ سپتامبر ۱۹۹۰) تنیس‌باز اهل مصر است.